# Rama Chowdhury
Rama Chowdhury (Chittagong, 14 de outubro de 1936 - Chittagong, 3 de setembro de 2018) foi uma escritora de Bangladesh e birangana da Guerra de Libertação do Bangladesh durante 1971. Em Bangladesh, ela é mais conhecida por seu trabalho autobiográfico Ekatorer Jononi (Mother of 71), que descreve a tortura cometida por militares paquistaneses durante a guerra.

## Biografia
Chowdhury nasceu em 14 de outubro de 1936 na aldeia Popadia em Chittagong. Em 1961, formou-se em literatura bengali pela Universidade de Dhaka, sendo conhecida como a primeira mulher a se formar na parte sul da cidade.

### Carreira
No ano seguinte, 1962, Chowdhury iniciou sua carreira como diretora da Cox's Bazar High School e, pelos 16 anos seguintes, desempenhou o mesmo papel em diferentes faculdades de Bangladesh. Além de ensinar, escreveu em uma revista quinzenal e, mais tarde, assumiu a escrita como sua única profissão. Em sua vida, escreveu cerca de 20 livros, incluindo coleção de artigos, poesia, romances e memórias. Após a Guerra de Libertação, Rama passou por uma grave crise financeira, mas nunca pediu a ajuda de ninguém. Escreveu e vendeu seus próprios livros de porta em porta, e essa continuou sendo sua única fonte de renda.

### Vida pessoal
Chowdhury deu à luz três filhos e seus dois primeiros morreram nos dois anos após a Guerra da Libertação. Eles tinham apenas cinco e três anos de idade. Seu terceiro filho morreu em um acidente de viação em 1998.
Chowdhury enterrou seus três filhos no subterrâneo, desafiando o sistema funerário hindu tradicional, com o qual ela não concordava. Após a morte de seu terceiro filho, ela nunca usava sapatos. Rama disse que ela não podia andar com sapatos no mesmo solo em que seus três filhos estão enterrados porque seriam feridos.

### Morte
Chowdhury morreu em 3 de setembro de 2018 no Hospital da Faculdade de Medicina de Chittagong. Ela estava acamada com várias doenças da velhice e sua condição se deteriorou quando, em 2014, caiu e fraturou o quadril. Foi enterrada na vila de Popadia com honras completas do estado.